# Sextus Pompeius
Sextus Pompeius Magnus Pius (67 – 35 î.Hr.) a fost un general roman din perioada sfârșitului Republicii Romane (secolul I î.Hr.) și fiul lui Gnaeus Pompeius Magnus. Sextus a luptat împotriva celui de-al Doilea Triumvirat, luptă ce a rămas în istorie ca revolta siciliană.

## Primii ani
Sextus Pompeius a fost fiul lui Gnaeus Pompeius Magnus (Pompei cel Mare) cu a treia soție, Mucia Tertia. Sextus și fratele lui, Gnaeus Pompeius, au crescut sub ochii tatălui lor, unul dintre cei mai mari generali romani și un politician de carieră.
Când Iulius Caesar a trecut râul Rubicon în 49 î.Hr., pentru a porni un război civil, senatorii conservatori, Pompei cel Mare și Gnaeus Pompeius au obligați să fugă spre est.  
Sextus, alături de mama sa vitregă, Cornelia Metella, au stat la Roma, ca în 48 î.Hr., după înfrângerea armatei lui Pompei la Pharsalus, să se îndrepte înspre insula Lesbos, unde se vor întâlni cu tatăl lui pentru a fugi în Egipt. În drum spre Egipt, Sextus își vede tatăl ucis de trădători pe 29 septembrie 48 î.Hr, dar va lupta împotriva lui Cezar în provinciile africane. Alături de Metellus Scipio, Cato cel Tânăr, fratele său și alți senatori, ei vor pregăti o rezistență împotriva lui Cezar și armatei sale.
Dar în prima bătălie de la Thapsus din 46 î.Hr., Cezar îi înfrânge pe Metellus Scipio și Cato, care s-au sinucis., ca în 45 î.Hr., îl înfrânge la Munda, în Hispania, pe Gnaeus, care va fi executat. Însă, tânărul Sextus scapă în ultimul moment fugind în Sicilia. Înapoi la Roma, Cezar este asasinat pe 15 martie 44 î.Hr. de un grup de senatori conduși de Cassius și Brutus. Acest incident nu a condus spre normalitate, ci a dus la un nou război civil, între moștenitorii politici ai lui Cezar și asasinii acestuia. Al Doilea Triumvirat a fost format din Octavian, Marc Antoniu și Lepidus, cu scopul de a continua politica lui Iulius Caesar.

## Revolta siciliană
Sextus Pompeius în Sicilia a fost cu siguranță un om rebel, dar facțiunea lui Cassius și Brutus a fost prima prioritate a celui de al doilea triumvirat. Astfel, cu întreaga insulă ca baza a lui, Sextus a avut timp și resurse pentru a dezvolta o armată și, chiar mai important, o flota puternica operată de pușcașii marini sicilieni. Brutus și Cassius au pierdut cele două bătălii de la Philippi și s-au sinucis în 42 î.Hr. După aceasta, triumvirii și-au îndreptat atenția înspre Sicilia și Sextus.
Dar, de data aceasta, Sextus a fost pregătit pentru o rezistență puternică. În anii următori, confruntări militare nu au reușit să întoarcă o victorie concludentă pentru fiecare parte, deși în 40 î.Hr. amiralul lui Sextus, Menas, a confiscat Sardinia guvernatorului Marcus Lurius. În 39 î.Hr., Sextus și triumvirii au semnat pentru pace în Pactul de la Misenum. Motivul pentru acest lucru a fost tratat de pace a fost campania anticipată împotriva Parției. Marc Antoniu, liderul, a avut nevoie de toate legiunile pe care le ar fi putut obține, astfel a fost nevoie pentru a asigura un armistițiu cu Sicilia.
Pacea nu a durat mult timp. Certurile frecvente dintre Octavian si Antoniu au fost o puternică motivație politică pentru reluarea războiul împotriva lui Sextus. Octavian a încercat din nou să cucerească Sicilia, dar a fost învins în bătălia navală de lângă Messina din 37 î.Hr. și din nou în august 36 î.Hr. Dar Octavian l-a avut pe Marcus Vipsanius Agrippa, un general foarte talentat, pe partea lui. În plus, al treilea triumvir, Marcus Aemilius Lepidus, a ridicat 14 legiuni în provinciile africane pentru a ajuta la înfrângerea lui Pompei. Doar o lună după aceea, Agripa a distrus marina lui Sextus în bătălia de la Naulochus. Sextus a fost nevoit să fugă în Asia Mică și, prin abandonarea Siciliei, și-a pierdut singurul său sprijin.

## Moartea
Sextus Pompeius a fost prins în Milet în 35 î.Hr. și este executat fără judecată (un act ilegal, deoarece Sextus a fost un cetățean roman), din ordinul lui Marcus Titius, unul dintre locotenenții lui Antoniu. Moartea lui violentă a fost una dintre armele folosite de Octavian împotriva Antoniu câțiva ani mai târziu, atunci când situația dintre cei doi a ajuns la un punct de fierbere.
Sextus a fost căsătorit cu Scribonia, o rudă îndepărtată a lui. Scribonia a fost fiica lui Lucius Scribonius Libo, consulul din 34 î.Hr. Sextus și Scribonia a avut o fiică și singurul copil numit Pompeia Magna.